# ASD Verona
L'ASD Verona, també conegut com a AGSM Verona a causa del seu spònsor, és un club de futbol femení italià que juga a la Serie A. Es va fundar a Bardolino al 1995 amb el nom de SSCF Bardolino, però al 2011 es va traslladar a Verona. Han guanyat la lliga en cinq ocasions, i la Copa en tres.
És fins ara l'únic equip italià que ha arribat a les semifinals de la Lliga de Campions Femenina, a la temporada 2007-08.

## Palmarès
- 5 Lligues d'Itàlia
  - 04/05 - 06/07 - 07/08 - 08/09 - 14/15
- 3 Copes d'Itàlia
  - 05/06 - 06/07 - 08/09
- 4 Supercopes d'Itàlia
  - 00/01 - 04/05 - 06/07 - 07/08

| Edició  |               | 1ª Fase previa ¹ | 2ª Fase previa ¹ | Quarts de final | Semifinals      | Final |
| ------- | ------------- | ---------------- | ---------------- | --------------- | --------------- | ----- |
| 2005-06 |               | SV Neulengbach   |                  |                 |                 |       |
| 2007-08 |               | Athletic Club    | SV Neulengbach   | Brøndby IF      | 1.FFC Frankfurt |       |
| 2008-09 |               |                  | Valur Reykjavík  | Olympique Lió   |                 |       |
| Edició  | Fase previa ¹ | Setzens de final | Vuitens de final | Quarts de final | Semifinals      | Final |
| 2009-10 |               | Fortuna Hjørring |                  |                 |                 |       |
| 2010-11 | Swansea City  | Fortuna Hjørring |                  |                 |                 |       |
| 2012-13 |               | Birmingham City  | FC Rosengård     |                 |                 |       |
| 2015-16 |               | FSK St. Pölten   | FC Rosengård     |                 |                 |       |
| 2016-17 |               | BIIK Kazygurt    |                  |                 |                 |       |

- ¹ Fase de grups. Equip classificat pillor possicionat en cas d'eliminació o equip eliminat millor possicionat en cas de classificació.

|         | 80/81 | 81/82 | 82/83 | 83/84 | 84/85 | 85/86 | 86/87 | 87/88 | 88/89 | 89/90 | 90/91 | 91/92 | 92/93 | 93/94 | 94/95 | 95/96 | 96/97 | 97/98 | 08/99 | 99/00 |
| ------- | ----- | ----- | ----- | ----- | ----- | ----- | ----- | ----- | ----- | ----- | ----- | ----- | ----- | ----- | ----- | ----- | ----- | ----- | ----- | ----- |
| Serie A |       |       |       |       |       |       |       |       |       |       |       |       |       |       |       |       |       | 7     | 5     | 5     |
| Serie B |       |       |       |       |       |       |       |       |       |       |       |       |       |       |       |       | 1     |       |       |       |
| Serie C |       |       |       |       |       |       |       |       |       |       |       |       |       |       |       | 1     |       |       |       |       |
|         | 00/01 | 01/02 | 02/03 | 03/04 | 04/05 | 05/06 | 06/07 | 07/08 | 08/09 | 09/10 | 10/11 | 11/12 | 12/13 | 13/14 | 14/15 | 15/16 |       |       |       |       |
| Serie A | 5     | 3     | 4     | 7     | 1     | 2     | 1     | 1     | 1     | 2     | 5     | 2     | 4     | 4     | 1     | 2     |       |       |       |       |